# イサクの燔祭

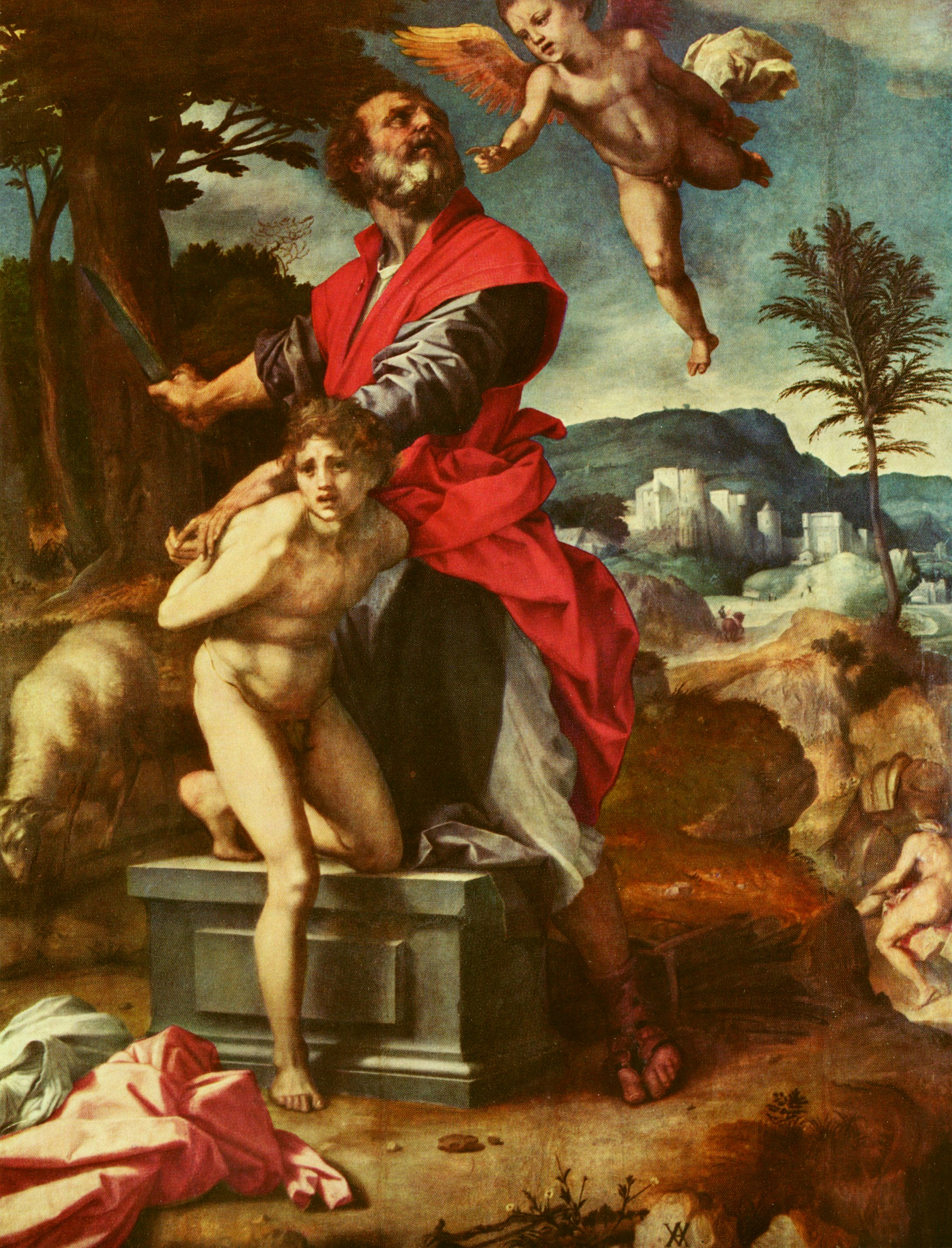
『イサクの犠牲』、
アンドレア・デル・サルト、(1527-1529年)、アルテ・マイスター絵画館 (ドレスデン)

『イサクを捧げるアブラハム』、ローラン・ド・ラ・イール 、(1650年)

イサクの燔祭（イサクのはんさい）は、旧約聖書の『創世記』22章1節から19節にかけて記述されているアブラハムの逸話を指す概念であり、彼の前に立ちはだかった試練の物語である。
その試練とは、不妊の妻サラとの間に年老いてからもうけた愛すべき一人息子イサクを生贄に捧げるよう、彼が信じる神によって命じられるというものであった。この試練を乗り越えたことにより、アブラハムは模範的な信仰者としてユダヤ教徒、キリスト教徒、並びにイスラム教徒によって讃えられている。

## 『創世記』での記述

### 経緯
それはアブラハムがゲラルの王アビメレクと契約を交わした後のことであった。奇跡の業によって生まれた息子、何にも増して愛している一人息子のイサクを生贄として捧げよと神が直々に命じたのである。その命令の直後にアブラハムがとった行動は、以下のように記されている。
神が命じたモリヤの山を上るさなか、父子の間では燔祭についての短い会話が交わされている。イサクは献げ物の子羊がないことに戸惑うのだが、アブラハムは多くを語らなかった。
この時点でイサクはすでに、自分が燔祭の子羊として捧げられることを認識していたと思われる。しかし、彼は無抵抗のまま父に縛られ、祭壇の上に載せられるのであった。
この間の両者の心理状態については具体的には何も描写されていない。「お父さん」と呼びかけるイサクの言葉と「息子よ」と応えるアブラハムの言葉からそれを推し量ることは可能なのだが、それがかえって物語の悲劇性を際立たせているといえよう。

### 結末
神の命令は「イサクから出る者があなたの子孫と呼ばれる」という21章12節の約束と明らかに矛盾していた。にもかかわらず、アブラハムはほとんど盲目的に神の言葉に従ったのである。実際には、イサクの上に刃物を振り上げた瞬間、天から神の御使いが現れてその行為を止めた。アブラハムが周囲を見回したところ、茂みに角を絡ませた雄羊がいたので、彼はそれをイサクの代わりに神に捧げた。

## 動機
神が燔祭を命じた動機については、伝統的に三つの解釈が支持されている。
- アブラハムの信仰心を試すため。またそれは、このような事態に陥っても動じなかった彼の偉大な精神を公にするためでもあった。
- 燔祭の場所として指示されたモリヤの山が神聖な地であることを示すため。ユダヤ教の伝承によれば、この出来事は現在、神殿の丘と呼ばれている場所で起きたとされている。
- イスラエル民族から人身御供の習慣を絶つため。この習慣はカナン地方ではモレク崇拝やバアル崇拝などで一般的に行われていたという。

## イサクの年齢
当時のイサクの年齢については様々な議論が喚起されている。彼の容貌に関する『創世記』における記述は22章5節のアブラハムの言葉 "הנער"（この若者）しか確認できない。
- ハザル、及び一部の注釈家は、当時のイサクの年齢は37歳であったと述べている。つまり、この出来事はサラが死ぬ直前に起きたというのである。
- イサクの年齢を5歳と見積もる説があるのだが、祭壇にくべる薪を彼に背負わせる記述があるので、その可能性を考えれば説得力を欠いているといえよう。
- アブラハム・イブン・エズラは上記の説に反論するに及んで、13歳とする自説を紹介している。これはバル・ミツヴァの年齢であり、イシュマエルが割礼を受けた年齢でもある。
- ハザルと同様、イサクがすでに成人であったとする別の説では、神の命令はアブラハムに対してだけでなく、イサクに対しても試練として立ちはだかったとしている。

## 後代への影響

### ユダヤ教
ハザルによれば、『エレミヤ書』の7章31節に記されているモレク神の人身御供を非難する神の言葉との兼ね合いを考えれば、アブラハムに対する命令は神によるものではなく、また神の意思が反映されたものでもないとしている。
11世紀のラシはこの見解を発展させ、神の命令は人身御供を指示していたのではなく、イサクを聖別する儀式の執行を指示していたのであり、実際、アブラハムはイサクを祭壇に乗せて神に捧げた後、命令に従って彼をそこから下ろしたと述べている。
ミドラーシュ・アガダーでは、アブラハムはその生涯においてサタンによる手の込んだ様々な介入を受けながらも不屈の意思で跳ね除けてきたとし、アブラハムをモリヤの山に差し向けたのも実はサタンの誘惑であったと述べている。さらには、その誘惑さえもが失敗したのを見届けると、サタンはサラのもとに赴き、アブラハムがイサクを屠ったと言って彼女を誑かしたと続ける。すなわち、そのショックが祟ってサラは死んだと結論付けているのである。
別のアガダーでは、モリヤの山に到着するとイサクは、屠殺される際に暴れて父を傷つけないよう、自ら縛られることを願い出たとしている。
『ゾハル』では、『創世記』26章の逸話について、イサクは穢れなき生贄として選ばれたことにより、たとえ飢饉の時であってもカナン地方から出ることを許されなくなったと論じている。

### キリスト教
| 『イサクの犠牲』ロレンツォ・ギベルティ（1401年） |  | 『イサクの犠牲』フィリッポ・ブルネレスキ（1401年） |
| 『イサクの犠牲』ロレンツォ・ギベルティ（1401年） |  | 『イサクの犠牲』フィリッポ・ブルネレスキ（1401年） |

イサクの燔祭の物語は、論理的な解釈を通じてキリスト教の主要なモチーフに影響を与えている。それは、イエスがイサクと同様、神に捧げられる至上の犠牲として描写されているからである。また、イサクは穢れなき子羊の代わりとして燔祭に供されたのだが、一方のイエスは洗礼者ヨハネによって「神の子羊」と呼ばれている。十字架上の死という受難も、祭壇の上で縛られたイサクのそれと形式上の類似性が認められる。イサクの燔祭に関するこれらの解釈はキリスト教の伝統の中で教義化したのだが、それによりキリスト教徒は、イサクが捧げられたとされる神殿の丘から、イエスが捧げられたとするゴルゴタの丘へ聖地を移したのである。その場所には現在、聖墳墓教会が建立されている。

### イスラム教
世界各地のイスラム教徒によって毎年盛大に行われる犠牲祭（イード・アル＝アドハー）はこの故事を由来としている。『クルアーン』においてもイブラーヒーム（アブラハム）が息子を屠るという主題が見出せるのだが、イスハーク（イサク）、イスマーイール（イシュマエル）のいずれを神に捧げようとしたのかは明確に記されていない。一部のイスラム神学者はイスハークであったと主張しているものの、スンニー派の大多数はアラブ人の祖先とされているイスマーイールであったとする説を支持している。また、燔祭に供された場所もエルサレムではなくメッカであったとしている。一方、シーア派ではイスハークであったとする説が受け入れられているのだが、これは彼らの多くがアラブ人はでないことによって蒙るスンニー派からの差別が関係していると見られている。また、ユダヤ教同様、イサクの燔祭にサタンが関わっていたとする伝承はイスラム教にも見られ、メッカ巡礼の儀式のひとつに、その伝承にまつわるものがある。

### ギリシア神話
関連があるかは定かでないが、ギリシア神話にも、娘イーピゲネイアが父アガメムノーンによって生贄にされるという、イサクの燔祭と類似したテーマの物語がある。そして、イサクの燔祭において最後には雄羊が屠られるのと同様、イーピゲネイアは雌鹿と引き換えにアルテミスによって救われている。

## いくつかの疑問
イサクの燔祭は数千年にわたって様々な議論を呼び起こし、各々の思惑に基づいた多彩な解釈をもたらした。こうした各派間の力学の中で、人身御供をタブー視する信仰が生み出され、それらを悪習としてし排除するに至った。そして、一人息子をも惜しまないアブラハムの献身的な心構えが神の心を打ったことにより子孫の繁栄と全地の祝福が約束されたという思想が形成されたといわれている。
ただし、この物語が提示する息子を捧げることの是非については聖書文献では解釈が分かれており（子供をいけにえにした王がそれによって悪王として記されている箇所も）、例えば『列王記下』の3章には、イスラエル軍とその友軍に追い詰められたモアブの王メシャが、城壁の上で長男を生贄にしたことによって難を逃たと記されているのである。一方、人身御供の習慣が一般的だったこの時代の他民族、他宗教の観点から、アブラハムの神への忠誠心がどのように評価されていたのかは定かではない。また、『士師記』の11章には、人身御供を否定する教訓としてか一人娘を捧げたエフタの話が残されている。

## キェルケゴール
アブラハムの熱烈な信奉者であった哲学者セーレン・キェルケゴールは、その著書『おそれとおののき』において、イサクの燔祭におけるアブラハムの心理状態を考察し、不条理な信仰と懐疑論に陥らない人生の可能性について検討した末、それを成し遂げたアブラハムを信仰の英雄として讃えている。アブラハムは無限の諦念を通じてその無限を飛び越えた舞踏者に見立てられているのだが、それは奈落の底を通じて至高の境地に達するという発想である。キェルケゴールによれば、アブラハムには最も背徳的ともいえる手段、すなわち自殺という選択肢もあったのだが、その絶望の境地から一躍、信仰の父としての評価を勝ち取ったとしている。